# Humble Pie
Humble Pie ist eine 1969 gegründete britische Rockband, die sich aus bereits bekannten vormaligen Mitgliedern anderer Bands zusammensetzte.

## Geschichte

### Gründung und frühe Jahre
Die Band entstand 1969 in London, als sich der Sänger und Gitarrist Peter Frampton (von The Herd) und der Schlagzeuger Jerry Shirley (von Apostolic Intervention), der auch sang sowie Keyboard, Vibraphon, Bass und Gitarre spielte, zusammenschlossen, um eine neue Formation zu gründen. Steve Marriott (unter anderem Gitarre, Gesang, Keyboard, Harmonica) hatte die beiden miteinander bekannt gemacht, und als er sich an Silvester 1968/69 unvermittelt von den Small Faces trennte, rief er an, um zu fragen, ob er mitmachen könne. Gleichzeitig konnte er den Sänger, Gitarristen und Bassisten Greg Ridley (von Spooky Tooth) vor allem als Bassisten für das Projekt gewinnen. Aufgrund ihrer Zusammenstellung wurde die Band von der Presse als Supergroup bezeichnet. Die Antwort darauf war ihr Name: „Humble Pie“ essen zu müssen, ist im englischen Sprachraum ein Synonym für den Sturz vom hohen Ross.
Schon ihre Debütsingle Natural Born Bugie war ein Hit und erreichte Platz 4 in England. Es folgten die Alben As Safe as Yesterday Is und Town & Country, das die Single The Sad Bag of Shaky Jake enthielt, die aber kein Hit wurde. Stilistisch lassen sich die ersten Alben zwischen Rock und Folkrock einordnen. Nach dem Zusammenbruch von Immediate Records übernahm Dee Anthony das Management der Gruppe. Unter seiner Führung wechselte die Band zu der amerikanischen Plattenfirma A&M Records, wo sie ihre ersten Erfolge mit den Alben Humble Pie und Rock On feiern konnten.

### Erfolg und Wendung zum Bluesrock
Sie hatten jetzt eine gute Ausgangsposition, um in den Vereinigten Staaten erfolgreich zu sein. Im Zuge ihrer Tournee durch Amerika entstand in New York ein besonders angesehenes Live-Album: Performance – Rockin’ the Fillmore. Als Höhepunkt eines Auftritts spielte die Band den Titel I Don’t Need No Doctor, der auch als Single erschien.
Allerdings kam es schon bald zu Unstimmigkeiten über die weitere musikalische Richtung. Frampton, der sich von Marriott immer mehr in den Hintergrund gedrängt fühlte, verließ daraufhin die Band im Herbst 1971, um eine Solokarriere zu starten. David „Clem“ Clempson von Colosseum ersetzte Peter Frampton und der Sound von Humble Pie wurde härter. Das erste in dieser Besetzung eingespielte Album Smokin wurde zugleich ihr erfolgreichstes. Es hielt sich nicht zuletzt deshalb wochenlang in den LP-Hitlisten, weil die Band unermüdlich auf Tournee war.
Das darauffolgende Doppelalbum mit dem Titel Eat It konnte diesen Erfolg nicht mehr wiederholen, dennoch hielt es sich in den Top 20 und war zumindest für die Kritiker interessant, weil es die Vielseitigkeit der Band demonstrierte: Seite eins ist mit kernigen Bluesrocksongs bestückt, deren Texte sich – typisch für die Rockmusik – mit Frauen, Alkohol und anderen Drogen befassen. Auf der zweiten Seite versucht sich Marriott an Soul-Nummern wie That’s How Strong My Love Is und wird dabei von dem schwarzen Gesangstrio „The Blackberries“ (Venetta Fields, Clydie King, Billie Barnum) unterstützt. Seite drei enthält ausschließlich Songs von Marriott und ist auf Folk- und Countrymusik fokussiert. Die letzte Seite besteht aus dem Live-Mitschnitt eines Konzerts in Glasgow u. a. mit einer Coverversion des Rolling-Stones-Hits Honky Tonk Women und einer 13-minütigen Fassung von Jr. Walker’s (I’m a) Road Runner. Trotz der überlangen Songs zog der charismatische Sänger Steve Marriott sein Publikum in den Bann, denn auf der Bühne wurde er zu einem Energiebündel, dem man gerne zusah und zuhörte, nicht zuletzt wegen der zahlreichen neckischen Anspielungen.

### Abstieg und Trennung
Die nun folgende LP Thunderbox wurde als glanzlos kritisiert und konnte an die Erfolge der Vorgängeralben nicht mehr anknüpfen. Für die eingefleischten Fans bewegte sich der Gesangsstil zu sehr in Richtung Soul und Gospel. Das vorerst letzte Album Street Rats enthielt Cover-Versionen des Chuck Berry-Klassikers Rock & Roll Music und der Beatles-Hits We Can Work It Out, Drive My Car und Rain, die aber von Marriott & Co. in Blues-Nummern umgewandelt wurden. Die Plattenfirma griff auf Songmaterial zurück, das die Bandmitglieder eigentlich nicht veröffentlichen wollten. Aber in der Band herrschte inzwischen eine gewisse Gleichgültigkeit, denn jeder verfolgte seine eigenen Projekte. So spielte Steve Marriott beispielsweise mit verschiedenen Musikern die sogenannten Scrubbers-Sessions ein, die allerdings erst 1997 veröffentlicht wurden. Das Ende war in Sicht. Im Jahre 1975 trennte sich die Gruppe vorerst und Marriott schloss sich einer Reunion der Small Faces an, die noch zwei Alben hervorbrachte.

### Reunion in den frühen 1980er Jahren
Nachdem sich die Small Faces aber wieder getrennt hatten, entschieden sich Steve Marriott und Jerry Shirley 1980, Humble Pie wiederauferstehen zu lassen. Allerdings präsentierte sich die Band nicht mehr in der Originalbesetzung. Am Bass war jetzt Anthony Jones und die zweite Gitarre spielte Bobby Tench, der schon mit Musikern wie Jeff Beck, Ginger Baker, Van Morrison und Eric Burdon zusammengearbeitet hatte. Sie starteten gleich mit einem weiteren Albumerfolg: On to Victory. 1981 sollte der Erfolg mit Go for the Throat wiederholt werden. Das Album war aber trotz guter Kritiken lange nicht so erfolgreich wie der Vorgänger. Es folgte eine unglückselige Tournee durch Amerika: Wiederholt musste die Konzertreihe wegen eines Unfalls und wegen Krankheit unterbrochen werden. Nach zwei Alben und einer Tournee trennten sich Humble Pie (Mk II) wieder, und jeder ging seiner Soloarbeit nach.

### Steve Marriotts Tod und letzte Reunionpläne
Im Jahr 1991 begann Marriott, wieder mit Peter Frampton zusammenzuarbeiten. Die beiden hatten neues Material geschrieben und aufgenommen, und ein Neuanfang für Humble Pie schien möglich.
Am 20. April 1991, am Tag nach seiner Rückkehr aus den Vereinigten Staaten, starb Steve Marriott bei einem selbstverschuldeten Brand in seinem Landhaus in Essex, weil er vergessen hatte, seine Zigarette zu löschen. Er wurde 44 Jahre alt.
Zum 10. Todestag von Steve Marriott wurde im Londoner Astoria ein „Memorial Concert“ als Würdigung seines Schaffens veranstaltet. Viele der musikalischen Weggefährten Marriotts und Verehrer traten bei dem Konzert auf. Auch die vier verbleibenden Mitglieder von Humble Pie spielten dabei erst- und einmalig in der Besetzung Peter Frampton, Clem Clempson, Greg Ridley und Jerry Shirley. Die Setlist beinhaltete fünf der bekanntesten Hits der Band, darunter den Anfangserfolg „Natural Born Boogie“, den die Band sonst nie live gespielt hat. Das Konzert wurde mitgeschnitten und unter dem Titel „One More Time For The Ol’ Tosser“ herausgegeben.
2002 beschlossen Greg Ridley und Jerry Shirley, Humble Pie noch einmal aufleben zu lassen, und brachten das Album Back On Track heraus. Sie bereiteten sich für eine Tour 2003 vor, die abgebrochen werden musste, da Greg Ridley am 19. November 2003 unerwartet an einer Lungenentzündung und den daraus folgenden Komplikationen in Spanien starb.

## Diskografie

### Alben
- As Safe as Yesterday is (1969)
- Town and Country (1969)
- Humble Pie (1970)
- Rock On (1971)
- Performance – Rockin’ the Fillmore (1971, US: Gold)[1]
- Smokin’ (1972, US: Gold)
- Eat It (1973)
- Thunderbox (1974)
- Street Rats (1975)
- On to Victory (1980)
- Go for the Throat (1981)
- King Biscuit Flower Hour (1996)
- The Scrubbers Sessions (1997)
- Back on Track (2002)
- Live at the Whiskey A-Go-Go ’69 (2002)

### Singles
- Natural Born Bugie / Wrist Job (1969)
- The Sad Bag of Shaky Jake / Cold Lady
- Big Black Dog / Strange Days
- Big Black Dog / Only a Roach
- Shine On / Mister Ring
- I Don’t Need No Doctor / A Song for Jenny
- Hot ’n’ Nasty / You’re So Good For Me
- 30 Days in the Hole / C’mon Everybody / Road Runner
- Get Down to It / Honky Tonk Women
- Shut Up and Don’t Interrupt Me / Black Coffee (1973)
- Black Coffee / Say No More
- Oh la de Da / The Outcrowd
- Ninety-Nine Pounds / Rally With Ali
- Rock and Roll Music / Scored Out
- Fool for a Pretty Face / You Soppy Prat (1980)
- Tin Soldier (1981)